# スカイシティ泉南
スカイシティ泉南（スカイシティせんなん）は、大阪府泉南市北野の府道63号線沿いに位置していたショッピングセンターである。

## 概要
1992年（平成4年）に開業したオークワの核店舗で府道63号線や国道26号線からも入れる。家具の宝島の撤退後はリニューアルしてダイソーが入居していた。
売場面積が約16,000 m2、直営売場の面積が約10,500 m2であった。
2014年(平成26年)6月16日にゲームセンターを除くすべての営業を終了した。
ショッピングカートは硬貨投入式であった。

## 閉店時のテナント
- オークワやゲームセンターなどの大型テナントや本屋など小型なテナントなどの専門店が入っていた。ミスタードーナツや屋外にはマクドナルド等があった。

### 1F
- オークワ
- ママベーカリー
- スズヤ
- キムラ
- きらく
- ユニオン

### 2F
- ダイソー
- ベアーズ
- WAY
- セイハ英語教室
- カンサイワーク

### 3F
- ナムコランド
- カワイ音楽教室